# ITF Montreux
Das ITF Montreux (offiziell: Elle Spirit Open) ist ein Tennisturnier der ITF Women’s World Tennis Tour, das in Montreux, Schweiz, ausgetragen wird.

## Siegerliste

### Einzel
| Jahr | Kategorie | Siegerin                | Finalgegnerin        | Ergebnis      |
| ---- | --------- | ----------------------- | -------------------- | ------------- |
| 2017 | $25'000   | María Teresa Torró Flor | Deborah Chiesa       | 4:6, 6:1, 6:2 |
| 2018 | $60'000   | Iga Świątek             | Kimberley Zimmermann | 6:2, 6:2      |
| 2019 | W60       | Olga Danilović          | Julia Grabher        | 6:2, 6:3      |
| 2020 | abgesagt  | abgesagt                | abgesagt             | abgesagt      |
| 2021 | W60       | Beatriz Haddad Maia     | Francesca Jones      | 6:4, 6:3      |
| 2022 | W60       | Tamara Korpatsch        | Emma Navarro         | 6:4, 6:1      |
| 2023 | W60       | Anna Bondár             | Anna Gabric          | 6:4, 6:1      |

### Doppel
| Jahr | Kategorie | Siegerinnen                       | Finalgegnerinnen                     | Ergebnis          |
| ---- | --------- | --------------------------------- | ------------------------------------ | ----------------- |
| 2017 | $25'000   | Xenia Knoll Amra Sadikovic        | Michaela Hončová Isabella Schinikowa | 6:2, 7:5          |
| 2018 | $60'000   | Andreea Mitu Elena-Gabriela Ruse  | Laura Pigossi Maryna Zanevska        | 4:6, 6:3, [10:4]  |
| 2019 | W60       | Xenia Knoll Mandy Minella         | Ylena In-Albon Conny Perrin          | 6:3, 6:4          |
| 2020 | abgesagt  | abgesagt                          | abgesagt                             | abgesagt          |
| 2021 | W60       | Estelle Cascino Camilla Rosatello | Conny Perrin Eden Silva              | 7:64, 6:4         |
| 2022 | W60       | Inès Ibbou Naïma Karamoko         | Jenny Duerst Weronika Falkowska      | 2:6, 6:3, [16:14] |
| 2023 | W60       | Amina Anschba Lexie Stevens       | Francisca Jorge Matilde Jorge        | 1:6, 7:5, [12:10] |

## Quelle
- Montreux 2021 auf der Website der ITF